# Matej Poplatnik
Matej Poplatnik (15 luglio 1992) è un calciatore sloveno, attaccante del Bravo.

## Carriera

### Club
Ha giocato nella massima serie dei campionati sloveno, bulgaro, indiano ed ungherese.

### Nazionale
Ha giocato nelle nazionali giovanili slovene Under-20 ed Under-21. Il 20 gennaio 2024, a 31 anni, fa il suo esordio in nazionale maggiore, nella amichevole gara vinta 0-1 contro gli USA.

## Statistiche

### Presenze e reti nei club
| Stagione               | Squadra                | Campionato             | Campionato | Campionato | Coppe nazionali | Coppe nazionali | Coppe nazionali | Coppe continentali | Coppe continentali | Coppe continentali | Altre coppe | Altre coppe | Altre coppe | Totale | Totale |
| Stagione               | Squadra                | Comp                   | Pres       | Reti       | Comp            | Pres            | Reti            | Comp               | Pres               | Reti               | Comp        | Pres        | Reti        | Pres   | Reti   |
| ---------------------- | ---------------------- | ---------------------- | ---------- | ---------- | --------------- | --------------- | --------------- | ------------------ | ------------------ | ------------------ | ----------- | ----------- | ----------- | ------ | ------ |
| 2018-2019              | Kerala Blasters        | ISL                    | 16         | 4          | SC              | 1               | 0               | -                  | -                  | -                  | -           | -           | -           | 17     | 4      |
| lug. 2019-gen. 2020    | Kaposvár               | NB                     | 6          | 0          | MK              | 1               | 0               | -                  | -                  | -                  | -           | -           | -           | 7      | 0      |
| gen.-giu. 2020         | Kerala Blasters        | ISL                    | 0          | 0          | SC              | 0               | 0               | -                  | -                  | -                  | -           | -           | -           | 0      | 0      |
| Totale Kerala Blasters | Totale Kerala Blasters | Totale Kerala Blasters | 16         | 4          |                 | 1               | 0               |                    | -                  | -                  |             | -           | -           | 17     | 4      |
| 2020-2021              | Livingston             | SP                     | 0          | 0          | SLC             | 0               | 0               | -                  | -                  | -                  | -           | -           | -           | 0      | 0      |
| Totale carriera        | Totale carriera        | Totale carriera        | 22         | 4          |                 | 2               | 0               |                    | -                  | -                  |             | -           | -           | 24     | 4      |

### Cronologia presenze e reti in nazionale
| Cronologia completa delle presenze e delle reti in nazionale ― Stati Uniti | Cronologia completa delle presenze e delle reti in nazionale ― Stati Uniti | Cronologia completa delle presenze e delle reti in nazionale ― Stati Uniti | Cronologia completa delle presenze e delle reti in nazionale ― Stati Uniti | Cronologia completa delle presenze e delle reti in nazionale ― Stati Uniti | Cronologia completa delle presenze e delle reti in nazionale ― Stati Uniti | Cronologia completa delle presenze e delle reti in nazionale ― Stati Uniti | Cronologia completa delle presenze e delle reti in nazionale ― Stati Uniti |
| Data                                                                       | Città                                                                      | In casa                                                                    | Risultato                                                                  | Ospiti                                                                     | Competizione                                                               | Reti                                                                       | Note                                                                       |
| -------------------------------------------------------------------------- | -------------------------------------------------------------------------- | -------------------------------------------------------------------------- | -------------------------------------------------------------------------- | -------------------------------------------------------------------------- | -------------------------------------------------------------------------- | -------------------------------------------------------------------------- | -------------------------------------------------------------------------- |
| 20-1-2024                                                                  | San Antonio                                                                | Stati Uniti                                                                | 0 – 1                                                                      | Slovenia                                                                   | Amichevole                                                                 | -                                                                          | 80’                                                                        |
| Totale                                                                     |                                                                            | Presenze                                                                   | 1                                                                          |                                                                            | Reti                                                                       | 0                                                                          |                                                                            |

## Palmarès

### Club

#### Competizioni nazionali
- Druga slovenska nogometna liga: 1

Triglav: 2016-2017
- Scottish Challenge Cup: 1

Raith Rovers: 2021-2022

### Individuale
- Capocannoniere della Druga slovenska nogometna liga: 2

2016-2017 (27 reti), 2022-2023 (24 reti)